# 파논 카메라

와이드럭스 F8

와이드럭스 F8 리플릿

와이드럭스 F8로 촬영한 사진

파논 카메라(일본어: パノンカメラ商工 파논 카메라 쇼코[*], 영어: Panon Camera Shoko Co.Ltd.,)는 1948년에 설립된 일본의 파노라마 사진기 회사이다.
셔터를 끊으면 렌즈가 왼쪽에서 오른쪽으로 회전하여, 렌즈 중심의 뒤쪽에 있는 슬릿(slit)이 필름 바로 앞을 주사(走査)하는 방식으로 노광하는 파노라마 사진기를 일본에서 처음으로 제조해 그 형식의 파노라마 사진기만을 2005년 폐업할 때까지 계속 제조하였다.

## 역사
- 1948년 - 창업.
- 1952년 - 120 필름을 사용하는 50×112mm 화면 크기의 파논 카메라 시리즈를 발매하였다. 렌즈를 좀처럼 입수할 수 없어 시장에 있는 중고 렌즈를 구입해서 창착, 그 때문에 코니시로쿠(일본어: 小西六, 코니카(미놀타 합병→소니 인수)에서 만든 헥사(Hexar) 이외에 라이카의 즈마르(Summar)를 장착한 몸체도 있다는데, 헥사를 장착한 몸체를 코니시로쿠의 간부가 보고 고급 렌즈인 헥사논(Hexanon)의 안정적인 공급을 받을 수 있게 되었다.
- 1954년 - 렌즈를 자사 상표인 룩스(Lux)로 변경하였다.
- 1958년 - 135 필름을 사용하는 25×60mm 화면 크기의 와이드럭스 FV를 시작으로 와이드럭스 시리즈가 시작되었다.
- 1987년 - 120 필름을 사용하는 50×112mm 화면 크기의 와이드럭스 1500을 발매.
- 2005년 - 폐업.

## 제품

### 120 필름 사용파노라마사진기
- 파논 50A (Panon 50A, 1952년 제조） - 신문사나 일본 해상보안청의 요청에 의해 제작되었다.
- 파논 AII (Panon AII, 1952년 10월 발매) - 파논 50A를 화각 140° 전용으로하여 시판한 사진기. 렌즈는 헥사(Hexar) 50mm F3.5. 슬릿(slit) 폭 고정으로 셔터 속도는 1/2초, 1/50초, 1/200초 3가지. 셔터 장전은 렌즈를 장착한 원통을 돌려서 하였다.
- 파논 AIII (Panon AIII, 1953년 6월 발매) - 렌즈를 헥사논(Hexanon) 50mm F2.8로 변경하였다.
- 파논 AI (Panon AI, 1954년 발매) - 렌즈를 파논(Panon) 50mm F3.5로 변경하였다.
- 와이드럭스 150 (Widelux 150, 1973년 발매)[1]
- 와이드럭스 1500 (Widelux 1500, 1980년 발매)[1]
- 뉴 와이드럭스 1500 (New Widelux 1500, 1987년 발매) - 120 필름용으로는 최종 모델. 수평화각 150도에 룩스(Lux) 50mm f2.8 가변초점 렌즈가 장착되었고, 셔터 스피드는 1/8, 1/60, 1/125초 3단이다. 노출조절은 매뉴얼 방식이고, 몸체 위 중앙에 광학식 뷰 파인더가 있다.[1]

### 135 필름 사용파노라마사진기
- 와이드럭스 FV (Widelux FV, 1958년 발매) - 은백색 몸체.
- 와이드럭스 FI (Widelux FI, 1959년 발매) - 은백색 몸체.
- 와이드럭스 FVI (Widelux FVI, 1964년 발매) - 은백색 몸체.
- 와이드럭스 F6 (Widelux F6) - 은백색과 검은색 몸체. 이전과 이후의 다른 모델들과 달리 파인더 위쪽 모델명 표기의 제조국 표시가 ‘MADE IN JAPAN’이 아닌 ‘MADE IN NIPPON’으로 되어있다.
- 와이드럭스 F6B (Widelux F6B) - 은백색과 검은색 몸체. 이 가운데 은백색 몸체는 이전의 은백색 몸체의 모델들( FI, FV, FVI)과 달리 렌즈 원통 부분이 검은색이다.
- 와이드럭스 F7 (Widelux F7, 1975년 발매) - 검은색 몸체.
- 와이드럭스 F8 (Widelux F8, 1988년 발매) - 35mm 필름용으로는 최종 모델. 검은색 몸체. 렌즈는 룩스(Lux) 26mm F2.8을 장착. 초점은 약 5m에 고정되어 있어, F8까지 조리개를 조이면 0.8m에서 무한대까지 초점이 맞는다.

## 같이 보기
- 와이드럭스
- 파노라마